# Guy Chevrette
Pour les articles homonymes, voir Chevrette.
Guy Chevrette, né le 10 janvier 1940 à Saint-Côme, est un homme politique québécois. Figure importante au sein du Parti québécois durant les années 1980 et 1990, il dirige plusieurs ministères durant son passage à l'Assemblée nationale du Québec (de 1976 à 2002). Il occupe le poste de Chef de l'opposition officielle de 1987 à 1989.

## Biographie

### Professeur et syndicaliste
D'abord instituteur, il devient syndicaliste, est élu premier vice-président de la CSQ, puis, en 1976, député péquiste dans la circonscription de Joliette-Montcalm, puis de Joliette à partir de 1981, après redécoupage de la carte électorale.

### Député et ministre
Ancien membre de la commission Cliche, devenu chef de l'Opposition officielle après le départ de Pierre-Marc Johnson, Chevrette sera le leader du gouvernement sous Jacques Parizeau.
De 1982 à 1985, il est ministre dans le gouvernement péquiste de René Lévesque et Pierre-Marc Johnson, successivement au ministère du loisir, de la chasse et de la pêche, au ministère des affaires sociales et ministère de la santé et des services sociaux.
Lorsque le Parti québécois est réélu en 1994, il reprend les rênes de différents ministères : ministère d'État au développement des régions; ministère des affaires municipales et ministre responsable de la Réforme électorale; ministre responsable du développement des régions; ministre responsable des affaires autochtones; ministère des ressources naturelles; ministère des transports; ministre responsable de la Faune et des Parcs, entre autres.
Il démissionne de son poste de député de Joliette le 29 janvier 2002. Il a servi à titre de député pendant 26 ans.

### Après la politique
Par la suite, il continue d'être représentant pour le Québec à divers postes. En octobre 2002, le premier ministre du Québec Bernard Landry le nomme représentant spécial du premier ministre dans le dossier de l'entente territoriale avec les autochtones Innus de la Côte-Nord. Il devient ensuite président de l'Association des centres locaux de développement du Québec (ACLDQ) en 2004.
Enfin, en mai 2005, il est président-directeur général du Conseil de l'industrie forestière du Québec, jusqu'à la fin de 2010, avant d'atteindre ses 71 ans.